# Ansøgere til vinter-OL 2022
Seks byer ansøgte om værtsskabet til vinter-OL 2022.

## Tidsforløb for bud
Dette tidsforløb blev annonceret for de nationale olympiske komiteer:
- 3. oktober 2012: Første informationsbrev med kalender over budforløbet blev udsendt til de nationale komiteer
- 6. juni 2013: IOC indbød formelt til afgivelse af bud på værtsskabet
- 14. november 2013: Formel frist for at indgive navne på værtsskabet blev passeret
- 4.-6. december 2013: Der blev afholdt seminar for ansøgerne i IOC's hovedkvarter i Lausanne, Schweiz
- 7.-23. februar 2014: Under vinter-OL 2014 var der indlagt et observatørprogram
- 14. marts 2014: Tid for indlevering af ansøgning
- 7. juli 2014: IOC's ledelse udvalgte kandidatbyerne
- 7. januar 2015: Tid for indlevering af kandidaturfiler og garantistillelse
- Besøg hos ansøgerne
  - 14.-18. februar 2015: IOC's evalueringskomité besøgte Almaty
  - 24.-28. marts 2015: IOC's evalueringskomité besøgte Beijing
- 1.-2. juni 2015: IOC's evalueringskomité præsenterede deres rapporter
- 9.-10. juni 2015: Kandidatbyerne gav præsentationer til IOC's medlemmer
- 31. juli 2015: Valget af værtsby fandt sted under IOC's 128. session i Kuala Lumpur, Malaysia

## Kandidatbyerne
15. november 2013 offentliggjorde IOC navnene på de daværende seks byer. 7. juli 2014 meddelte IOC navnene på de på det tidspunkt tre ansøgere, de ville overgå til kandidatfasen.
En af de tre ansøgere, Oslo, trak sit kandidatur tilbage 14. november 2014, da et af landets regeringspartier, Høyre, besluttede ikke at støtte ansøgningen. Der var derfor blot to endelige ansøgere tilbage:
| Kasakhstan havde siden 2011 overvejet et bud på vinterlegene i 2022 til Almaty, landets tidligere hovedstad og den største by i landet. Kasakhstan var værtsby for de Asiatiske Vinterlege 2011, og Almaty er udvalgt som vært for Vinteruniversiaden 2017. 17. august 2013 meddelte Almaty, at den officielt bød på legene i 2022. Under sloganet “Keeping it Real” slog Almaty særligt på sit gode vinterklima med høje bjerge og masser af naturligt snedække såvel som en ganske kompakt geografi, idet næsten alle stadioner ville ligge inden for en halv times transporttid. |      |                        |  |  |  |
| Beijing | Kina | Kinas Olympiske Komité |  |  |  |
| Kinas Olympiske Komité bekendtgjorde 5. november 2013, at den ville indlevere et bud for Beijing som vært for legene i 2022. De indendørs sportsgrene og ceremonierne skulle finde sted i selve Beijing, mens snesportsgrenene udendørs skulle afholdes i Zhangjiakou. Beijing var vært for sommer-OL 2008 og ville med et valg blive den første by, der afholdt både et sommer- og et vinter-OL. |      |                        |  |  |  |
| |      |                        |  |  |  |

### Tilbagetrukne bud
- Kraków, Polen

7. november 2013 meddelte den polske olympiske komité, at de gav et bud på værtsskabet for legene i 2022. Kraków skulle være hovedbyen, men dertil skulle polske Zakopane og Jasná, en landsby i det centrale Slovakiet, nær ved den polske grænse, også være med. Hvis valget var gået igennem, ville det være første gang, der blev afholdt OL i både Polen og Slovakiet. Zakopane havde budt på værtsskabet til vinter-OL 2006, men var ikke blevet kandidat. Krakóws bud blev sat til lokal folkeafstemning 25. maj 2014 med negativt resultat til følge. Byen trak derpå sit kandidatur.
- Lviv, Ukraine

Ukraines nationale olympiske komité afgav officielt et bud på værtsskabet for legene i 2022 På vegne af Lviv 5. november 2013. 30. juni 2014 meddelte IOC imidlertid, at Lviv i stedet ville "fokusere på at byde på værtsskabet til legene i 2026 og dermed trække sig fra kandidaturet for 2022. Beslutningen var taget som følge af de omfattende politiske problemer i landet..
- Oslo, Norge

6. november 2013 meddelte Norges olympiske og paralympiske komité, at Oslo ville blive den norske kandidat til legene i 2022. Oslo var vært ved vinter-OL 1952, og Norge havde senest været vært ved vinter-OL 1994 i Lillehammer. 1. oktober 2014 vedtog regeringspartiet Høyre imidlertid, at det ikke ville støtte buddet, idet det, som refereret i avisen Verdens Gang, var utilfreds med "de ublu krav fra IOC om at blive behandlet som kongen af Saudi-Arabien". Derpå trak Oslo sit kandidatur.
- Stockholm, Sverige

11. november 2013 meddelte den svenske olympiske komité, at den havde indgivet et bud, men 17. januar 2014 opgav Stockholm buddet igen som følge af manglende politisk opbakning. efter planen skulle Åre, omkring 610 km fra Stockholm, huse de alpine konkurrencer. Stockholm havde tidligere været vært ved sommer-OL 1912, men det ville være første gang, at byen bød på værtsskabet for vinter-OL.